# いつも まぢかに
『いつも まぢかに』は、有料映画チャンネルであるIMAGICA TVが2015年に、イマジカBS開局20周年記念作品として製作したオリジナルドラマの第一弾。
2015年10月1日に無料放送された。
「明日に向って撃て!」や「スタンド・バイ・ミー」など様々な名画をテーマに組み込んだヒューマンドラマ。

## ストーリー
早瀬宗太郎は、妻のこず枝とともにある街で小さな食堂を営んでいる。
長い間繰り返し続けられてきた変わらぬ日常だが、こず枝の病によって突然終わりを告げる。
自分の余命を悟ったこず枝は宗太郎に内緒で、ある「作戦」を企てる。
こず枝に言われるまま、何本もの映画を見始める宗太郎。
「明日に向って撃て!」「スタンド・バイ・ミー」「ロッキー」
「フィールド・オブ・ドリームス」「レオン」「道」などの名画は宗太郎の心に小さな変化を起こしていき、やがて　仲の悪かった息子の隆志や
進路に悩む孫の彩香ら、周囲の人々をも巻き込んでいく。
そして、全ての映画を見終えた時、小さな奇跡が起こる。

## キャスト
- 早瀬宗太郎（津嘉山正種）

キッチンはやせ　店主
- 早瀬こず枝（松金よね子）

宗太郎の妻。
- 早瀬彩香（葵わかな）

宗太郎夫妻の孫。
- 早瀬隆志（二階堂智）

宗太郎夫妻の一人息子。
- 早瀬咲子（中村綾）

隆志の妻。
- 内田菜々子（浅見れいな）

こず枝と同室の患者。
- 沢井渉（福士誠治）

映画オタクの花屋。
- 高原純一（玄田哲章）

宗太郎の旧友。
- 大山真希（長井梨紗）

看護師。
- 須藤医師（大杉漣）

宗太郎夫妻の主治医。

## スタッフ
- 監督-杉山嘉一
- 脚本-工藤裕子
- 製作総指揮-原田俊英
- プロデューサー-下原久美子、本庄純
- 音楽-名渡山遼
- 撮影-永森芳伸
- 照明-松本竜司
- 美術-須田将好